# Chexbres
Chexbres je obec v západní (frankofonní) části Švýcarska, v kantonu Vaud, v okrese Lavaux-Oron. Žije zde přibližně 2 200 obyvatel.
Chexbres je vinařská obec s pozoruhodnými výhledy na Ženevské jezero, a proto je ve francouzštině označována jako „Balcon du Léman“.

## Geografie
Chexbres leží v nadmořské výšce 565 m, vzdušnou čarou 12 km jihovýchodně od hlavního města kantonu, Lausanne. Obec se nachází na terase východně od potoka Forestay v oblasti Lavaux, v panoramatické poloze asi 200 výškových metrů nad hladinou Ženevského jezera.
Území obce o rozloze 2,1 km² zahrnuje část geografické oblasti Lavaux. Samotná obec nemá přímý přístup k jezeru, ale rozkládá se východně od Rivaz poblíž zámku Glérolles téměř až k břehům Ženevského jezera. Území obce se rozprostírá od srázu pokrytého vinnou révou na sever přes terasu Chexbres až k výšinám lemujícím jezero na severovýchodě (západně od Mont Pèlerin), kde se na Crêt Bérard ve výšce 715 m n. m. nachází nejvyšší bod Chexbres. Na západě se oblast rozprostírá nad údolím Forestay až k vrchu Le Signal (až 640 m n. m.). V roce 1997 bylo 32 % území obce pokryto zastavěnou plochou, 14 % lesy a lesními porosty a 54 % zemědělstvím.
K obci Chexbres patří vesnice Le Monteiller (455 m n. m.) na svahu pod obcí uprostřed vinic a několik jednotlivých farem na výšinách. Sousedními obcemi Chexbres jsou Rivaz, Puidoux a Saint-Saphorin.

## Historie

Letecký pohled (1919)

Oblast Chexbres byla osídlena již v době římské, jak dokládají jednotlivé zbytky zdí a nálezy mincí. První písemná zmínka o obci pochází z roku 1079 a nese název Carbarissa. V následujícím období se objevila řada dalších názvů: Chibriacum (kolem roku 1100), Chabris (1134) a mnoho dalších. Původ místního jména není jasný. Mohlo být odvozeno od římského osobního jména Cabrius, od galského Caebre (místo na kopci) nebo od Cabus (konopí).
Oblast kolem Chexbres patřila od 6. století opatství Saint-Maurice a v roce 978 připadla Burgundskému království. V roce 1079 daroval král Jindřich IV. vesnici a její okolí biskupovi z Lausanne. Zájmy biskupa zastupoval kastelán ze Saint-Saphorin.
Po dobytí Vaudu Bernem v roce 1536 přešlo Chexbres pod správu panství Lausanne. Po pádu Staré konfederace patřila obec v letech 1798–1803 v období Helvétské republiky ke kantonu Léman, který byl poté po vstupu v platnost Ústavy o zprostředkování sloučen s kantonem Vaud. V roce 1798 byla přiřazena k okresu Lavaux. Až do roku 1810 bylo Chexbres stále součástí velké obce Saint-Saphorin a teprve poté se stalo politicky samostatnou obcí. Díky své atraktivní poloze se obec v průběhu 19. století rozvinula v rekreační letovisko.

## Obyvatelstvo
| Rok            | 1850 | 1900 | 1910 | 1930 | 1950 | 1960 | 1970 | 1980 | 1990 | 2000 |
| Počet obyvatel | 770  | 1125 | 1039 | 1058 | 1343 | 1449 | 1607 | 1733 | 1862 | 2041 |

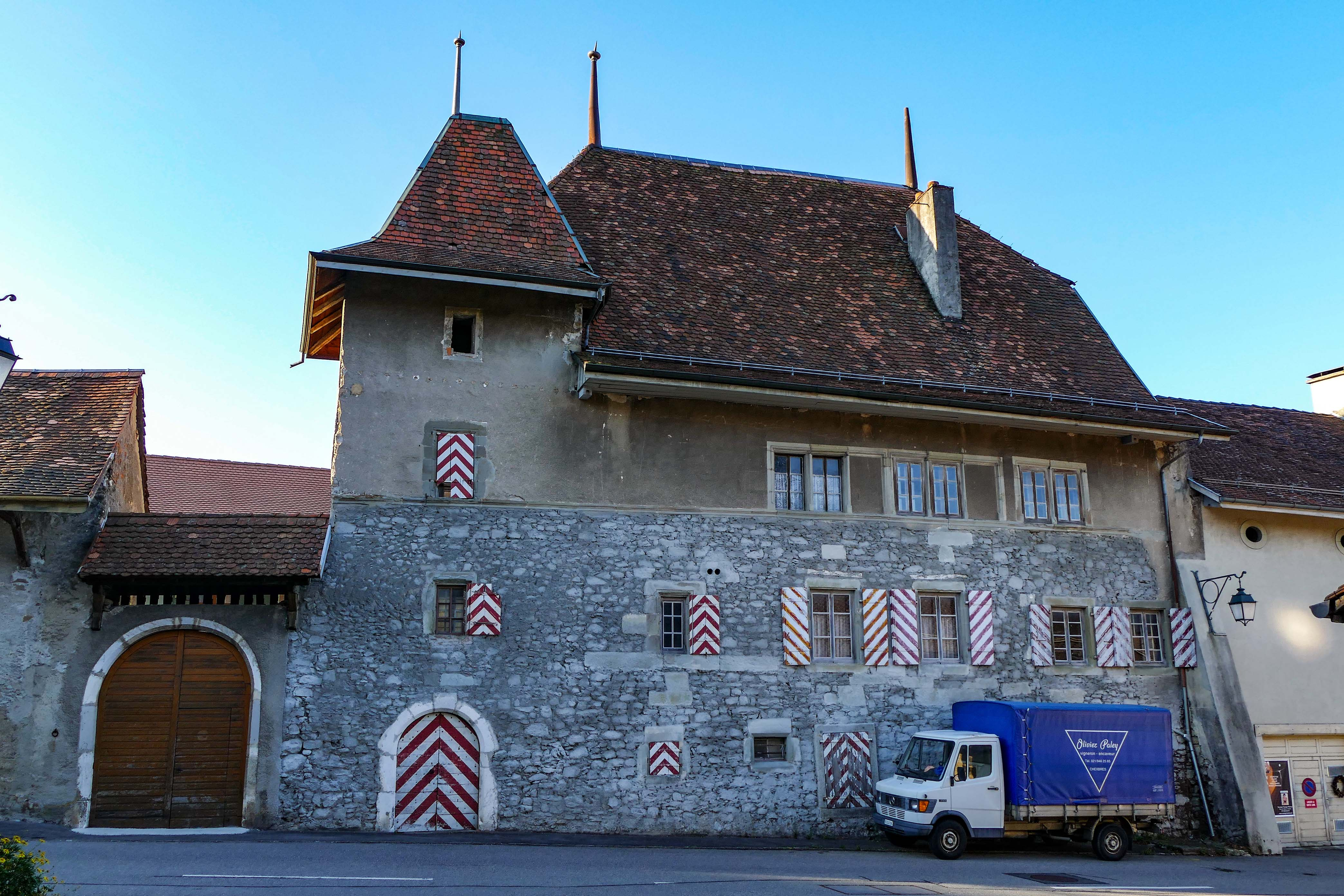
Hrad de Crousaz

86,5 % obyvatel hovoří francouzsky, 5,3 % německy a 1,8 % portugalsky (stav v roce 2000). Ke švýcarské reformované církvi se ve stejném roce hlásilo 50,1 % obyvatel, k církvi římskokatolické 26,9 % obyvatel.

## Hospodářství
Až do začátku 20. století bylo Chexbres vesnicí, která se vyznačovala převážně zemědělstvím. Vinařství na optimálně osluněných svazích Lavaux (asi 25 hektarů), stejně jako orná půda a chov dobytka na náhorní plošině, hrají i v 21. století roli ve struktuře zaměstnanosti obyvatelstva. Další pracovní místa jsou k dispozici v malých místních podnicích a především v sektoru služeb. Kromě zboží denní potřeby je obchod v Chexbres zaměřen především na cestovní ruch. Nachází se zde také několik vinoték. Víno vyráběné v Chexbres nese označení Saint-Saphorin. Výstavba mnoha rodinných domů v posledních desetiletích změnila obec v rezidenční obec. Mnoho zaměstnanců proto dojíždí za prací především do Lausanne a do oblasti Vevey a Montreux.

## Doprava

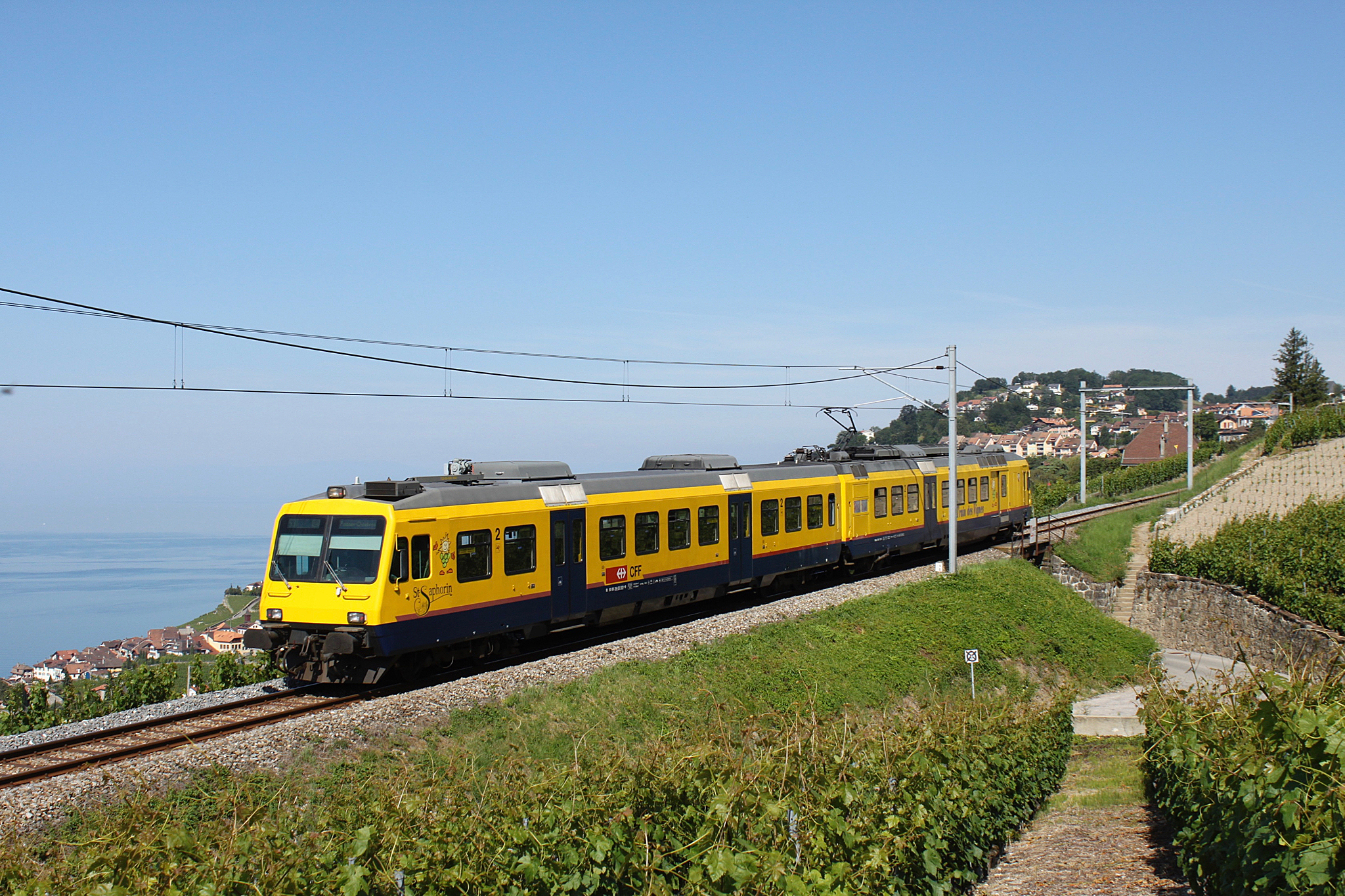
Osobní vlak do Vevey u Chexbres

Obec má nadstandardní dopravní spojení. Nachází se na hlavní silnici z Vevey do Moudonu. Dálniční křižovatka Chexbres na dálnici A9 (Lausanne–Sion), která byla otevřena v roce 1974 a prochází obcí, je vzdálena asi 1 km od centra obce.
Železniční trať z Vevey do Puidoux se stanicí v Chexbres-Village byla otevřena 2. května 1904. Dnes po této trati jezdí vlak známý jako Train des Vignes. Stanice Puidoux (dříve Puidoux-Chexbres) se nachází těsně za obcí na hlavní trati z Lausanne do Bernu (otevřena 4. září 1862). Doplňkové spojení veřejnou dopravou zajišťuje autobusová linka z Cully přes Chexbres do Palézieux.

## Zajímavosti
Terasovitě upravené svahy místní vinařské oblasti Lavaux jsou zařazeny do seznamu světového kulturního dědictví UNESCO.

## Fotogalerie

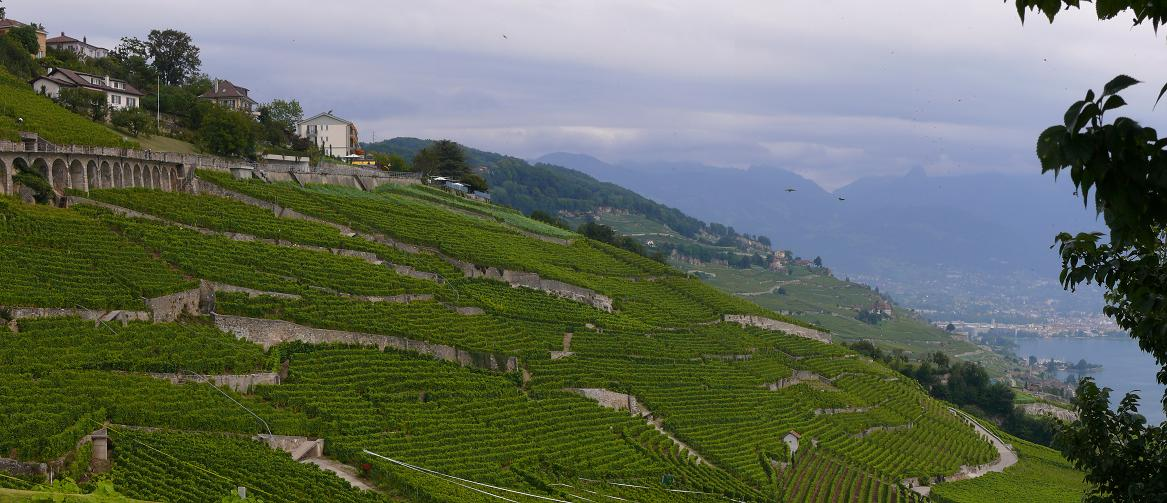
Terasy
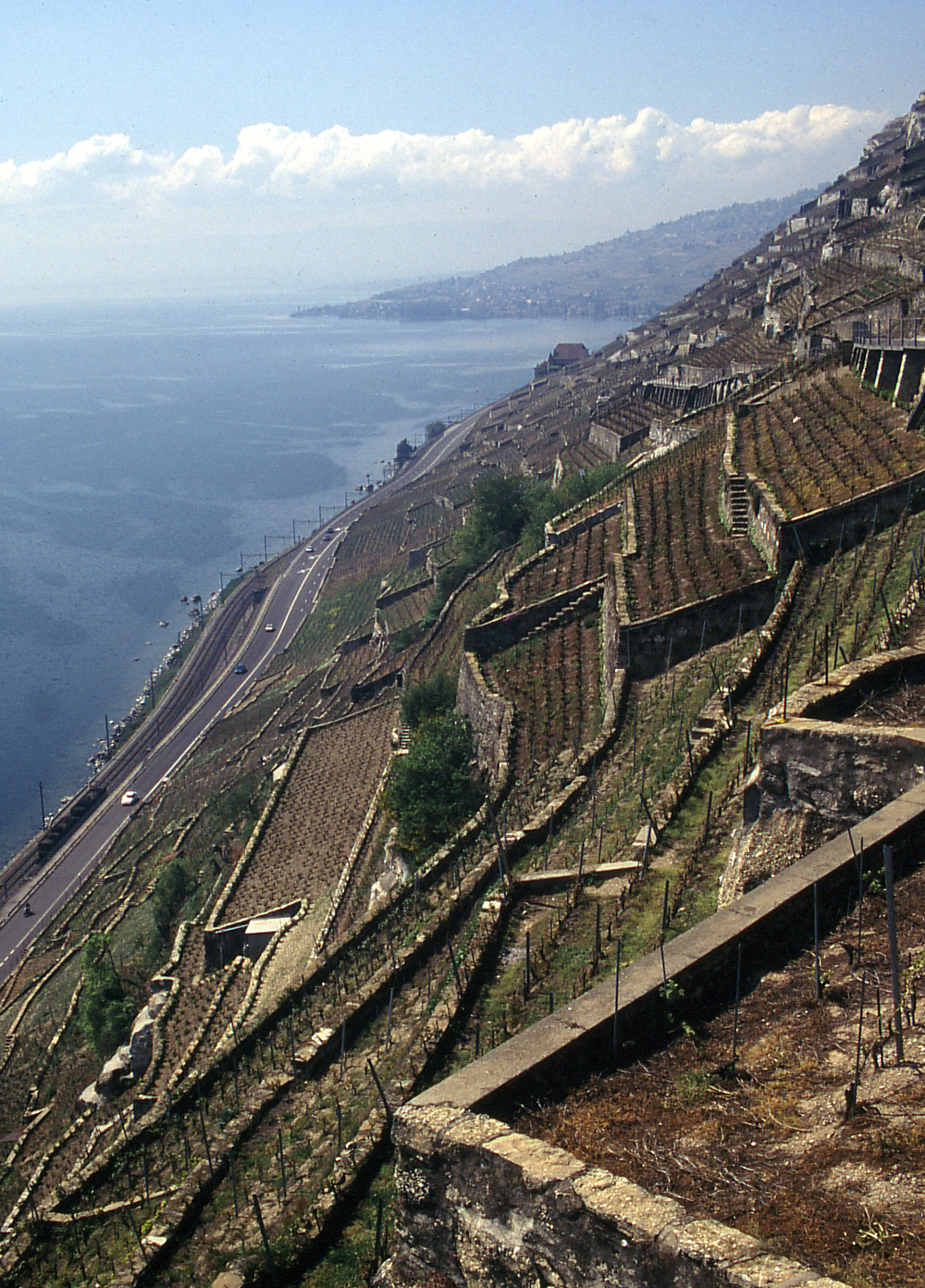
Terasy
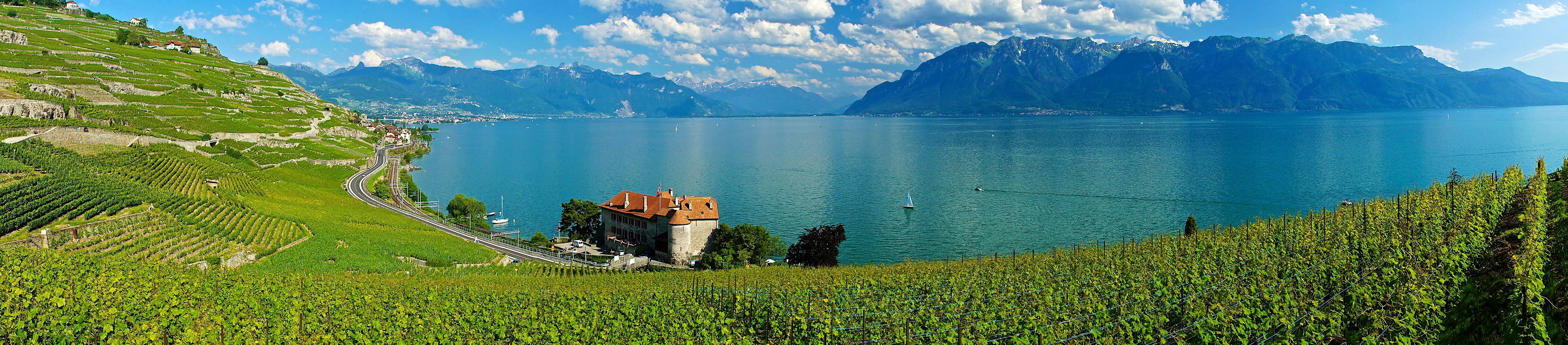
Panorama
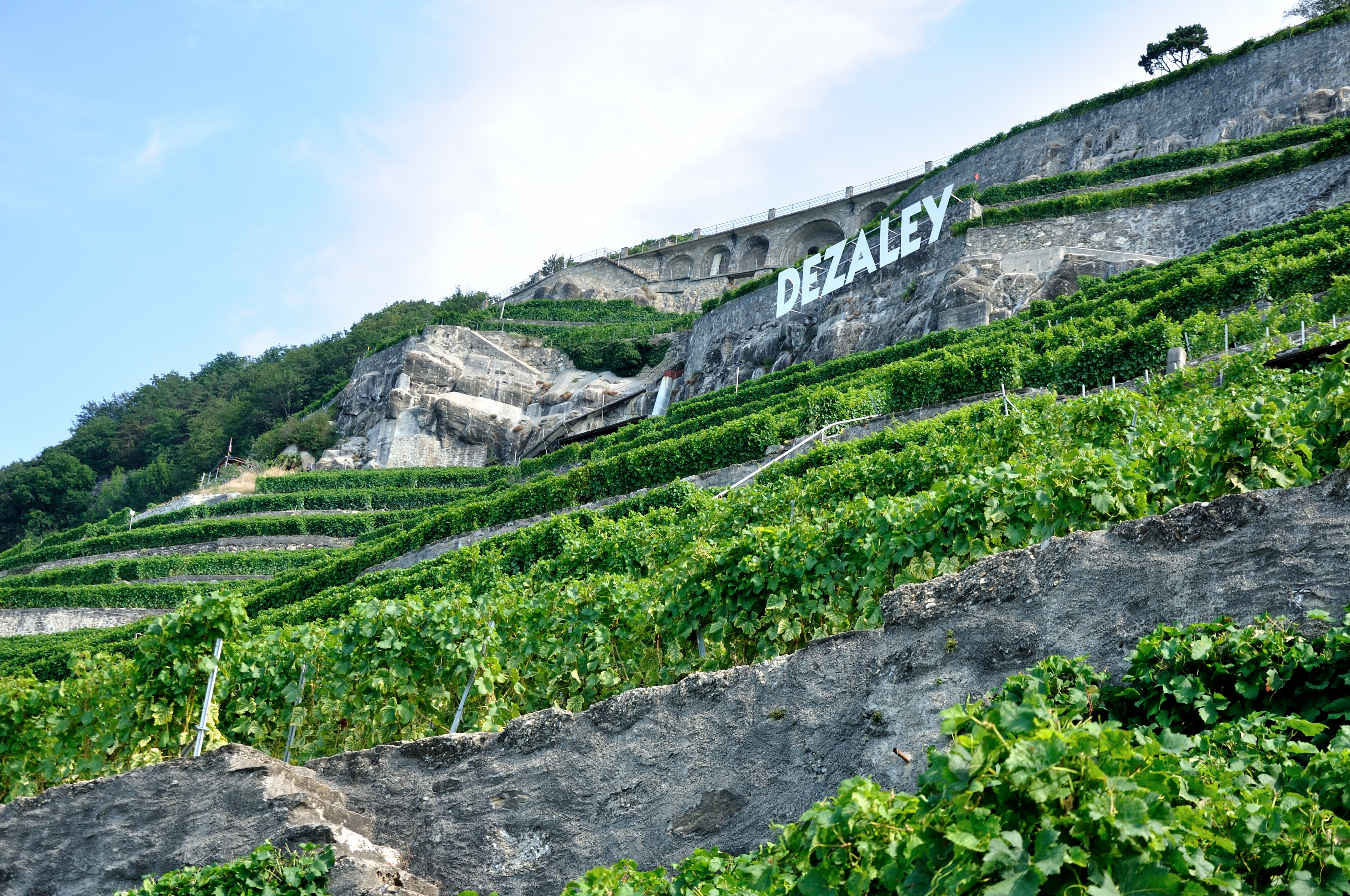
Dézaley
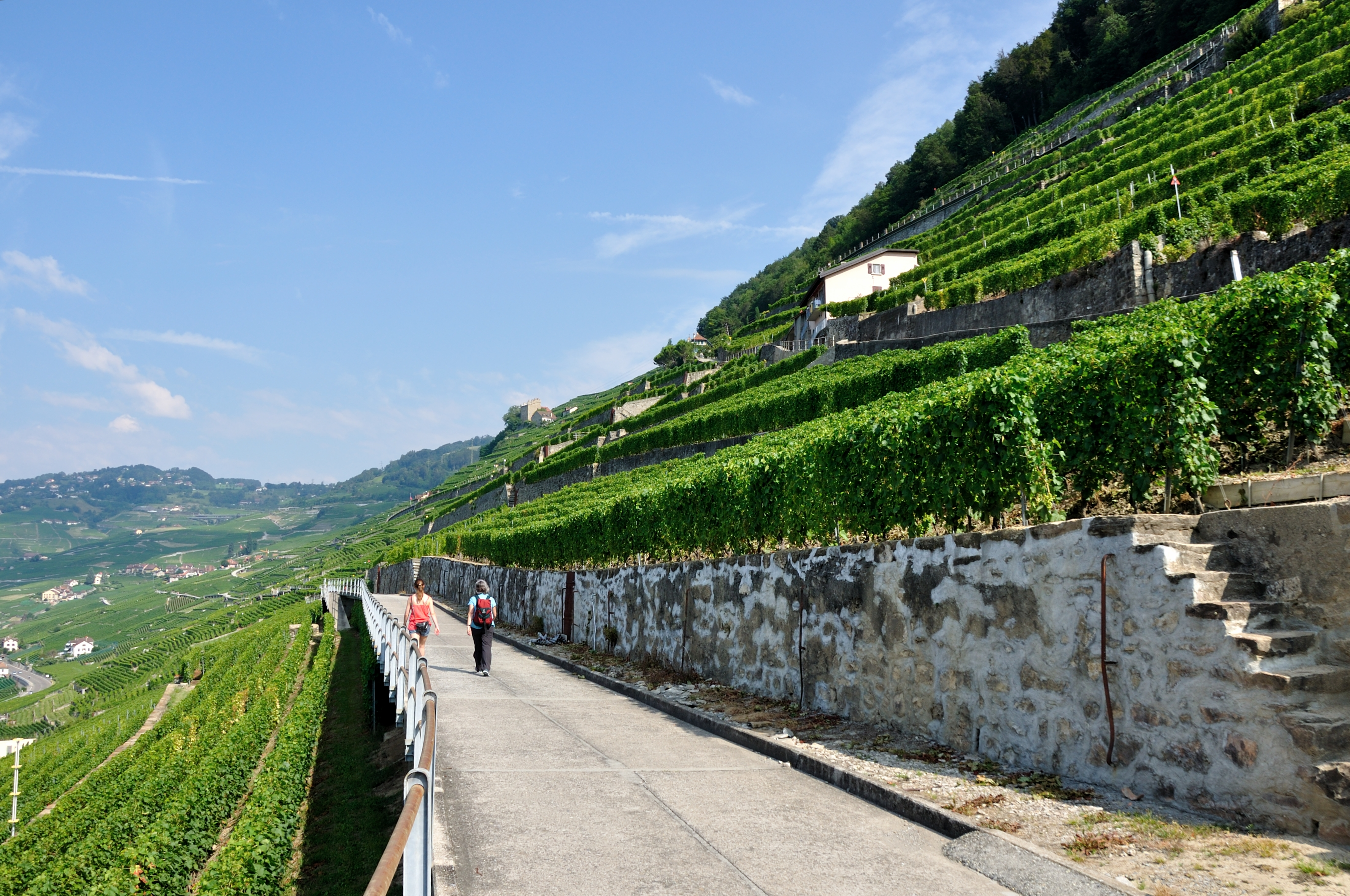
Terasy
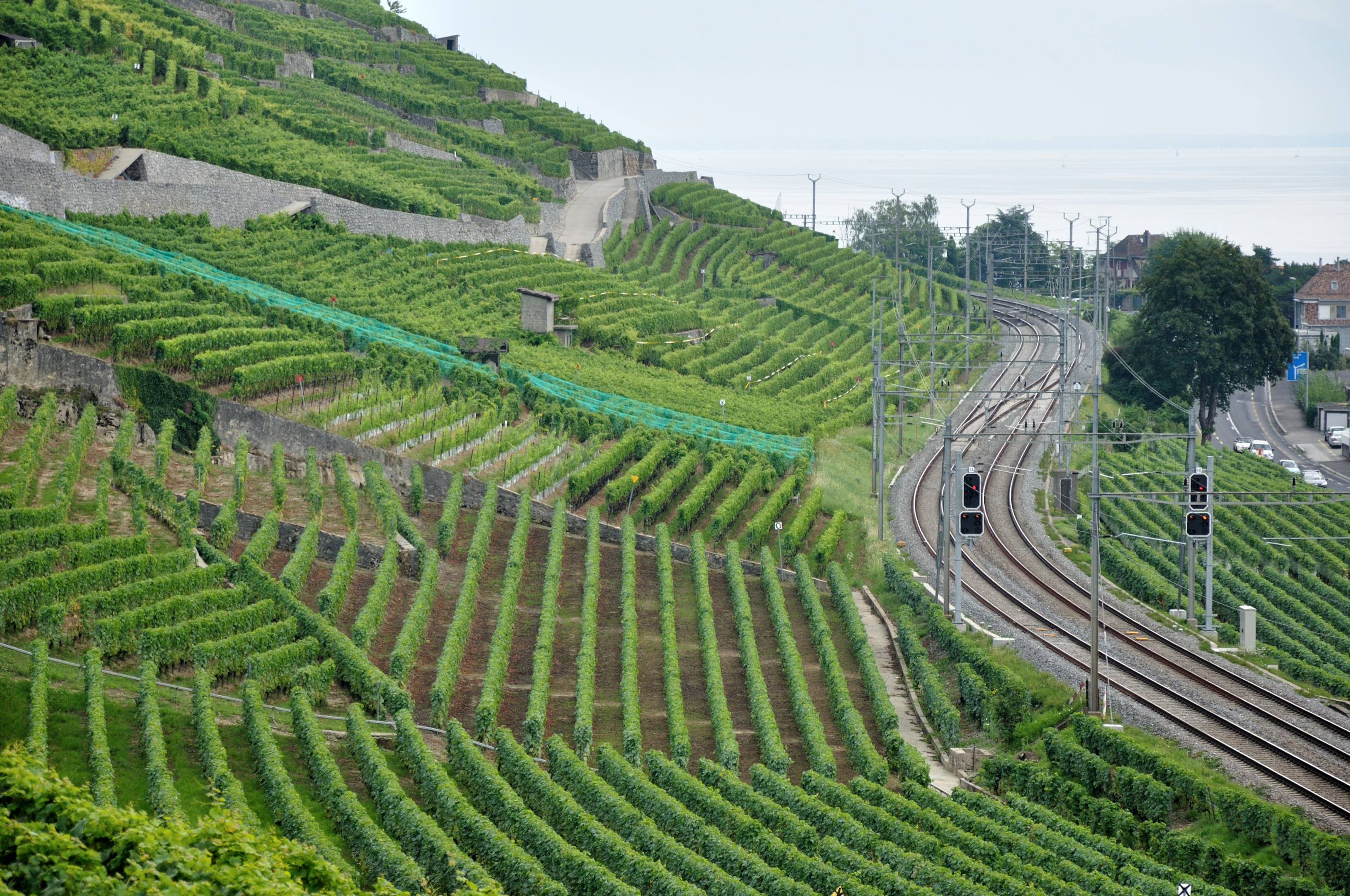
Terasy
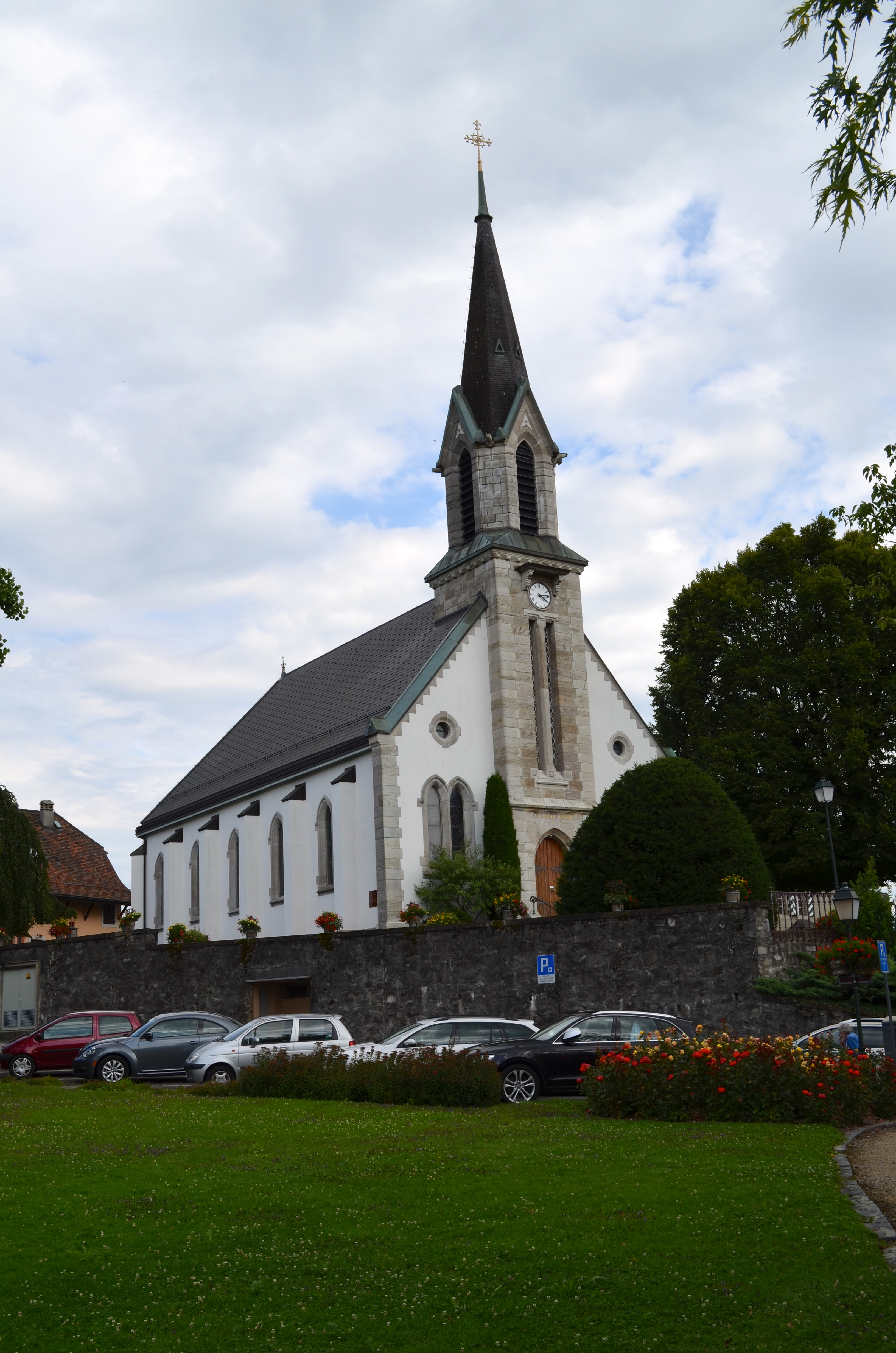
Novogotický kostel z roku 1888